# Марк Емилий Скавър
Вижте пояснителната страница за други личности с името Марк Емилий Скавър.
Марк Емилий Скавър Старши (на латински: Marcus Aemilius Scaurus; * 163 пр.н.е.; † 88 пр.н.е.) e политик на Римската република. Един от известните оптимати, много гъвкав оратор. Пише мемоари, от които са запазени незначителни фрагменти.
Скавър произлиза от обедняла патрицианска фамилия и баща му изхранва фамилията си чрез търговия с въглища. Той лично не се занимава с търговска работа, която е забранена за римските сенатори и започва да се занимава с политика. В началото на своя cursus honorum той е военен трибун в испанските провинции. След това той става курулски едил и после претор.
През 115 пр.н.е. Скавър e избран за консул заедно с Марк Цецилий Метел. Същата година той е произведен от тогавашните цензори Луций Цецилий Метел Диадемат и Гней Домиций Ахенобарб за Принцепс (princeps senatus). Като ръководител на сената той е изпращан често да преговаря с чуждестранни царе.
През 112 пр.н.е. е член на сенатската комисия в Африка по повод на Югуртинската война.
През 109 пр.н.е. той е избран за цензор заедно с Марк Ливий Друз, който умира по време на тази служба през 108 пр.н.е.
Като цензор Скавър нарежда строенето на пътя Виа Емилия Скавра (Via Aemilia Scauri) и възстановяването на мостове, например Милвийския мост.
През 104 пр.н.е. той е отговорен за зърненото снабдяване на Рим.
Втората съпруга на Скавър е Цецилия Метела Далматика, по-късно четвъртата съпруга на Сула. От този брак той има две деца, Емилия Скавра, втората съпруга на Помпей, и Марк Емилий Скавър Младши, който се жени за Муция Терция.